# هیگاشی
هیگاشی به معنای تحت‌الفظی شیرینی خشک (به ژاپنی: 干菓子 or 乾菓子 Higashi) یکی از انواع واگاشی (شیرینی ژاپنی) است.